# Ватанабе Рьома
Рьома Ватанабе (яп. 渡邊 凌磨, нар. 2 жовтня 1996, Префектура Сайтама) — японський футболіст, півзахисник клубу «Урава Ред Даймондс». Виступав також за низку японських клубів.

## Клубна кар'єра
Рьома Ватанабе народився 1996 року в префектурі Сайтама. Спочатку займався футболом на батьківщині в юнацьких командах «Маебасі Ікуей» та «Васеда Дайґаку», а в 2015 році перебрався до юнацької команди німецького клубу «Інгольштадт 04». З 2017 до 2018 року японський футболіст грав за другу команду клубу «Інгольштадт 04», а в 2018 році повернувся на батьківщину до клубу «Альбірекс Ніїгата», в якому виступав до кінця 2020 року. Протягом 2020 року Ватанабе грав у складі клубу «Монтедіо Ямагата».
На початку 2021 року футболіст перейшов до складу команди «Токіо», в якому грав до кінця 2023 року. З початку 2024 року Рьома Ватанабе грає у складі клубу «Урава Ред Даймондс».

## Виступи за збірні
У 2013 році Рьома Ватанабе дебютував у складі юнацької збірної Японії, загалом на юнацькому рівні взяв участь у 9 іграх, відзначившись 5 забитими голами.